# ریچارد سوکریر
ریچارد سوکریر (فرانسوی: Richard Socrier‎؛ زادهٔ ۲۸ مارس ۱۹۷۹) بازیکن فوتبال اهل فرانسه است.

## باشگاهی
از باشگاه‌هایی که در آن بازی کرده‌است می‌توان به باشگاه فوتبال آنژه، باشگاه فوتبال پاریس، باشگاه فوتبال استاد برستوا ۲۹، باشگاه فوتبال آژاکسیو، و باشگاه فوتبال متس اشاره کرد.

## تیم ملی
وی همچنین در تیم ملی فوتبال گوادلوپ بازی کرده‌است.